# Ca Teixidor
Ca Teixidor és una obra amb elements gòtics i barrocs de Valls (Alt Camp) protegida com a Bé Cultural d'Interès Local.

## Descripció
Edifici benestant del segle xvii (fou dels Teixidor, dels quals se'n conserva l'escut heràldic a la dovella central d'una portalada d'arc de mig punt), producte de la unió de diverses cases medievals preexistents. L'edifici, dividit en dues meitats separades pel carrer d'en Simó, manté la façana principal del segle xvii al carrer major, amb els portals de pedra (un d'ells amb l'escut), i diverses modificacions del segle xviii (sobretot pel que fa als pisos superiors). L'edifici inclou una de les dues cases-pont, d'origen medieval, del carrer d'en Simó, que l'uneix amb la segona meitat situada immediatament a l'altre costat del carrer d'en Simó. Aquesta segona meitat és d'època medieval i als baixos conté com a mínim una sala amb arcs gòtics. Tot i que presenta transformacions posteriors, sembla que aquesta part conserva força sencera l'estructura interna original, a diferència de la meitat del carrer Major, que està força modificada i no en queda res de l'estructura interna de la planta baixa. Actualment, els baixos estan destinats a usos comercials i els pisos superiors a habitatges plurifamiliars, que avui estan deshabitats.